# 阿尔丁别什克
阿尔丁别什克（Altun Bishik，Āltūn Bīshīk），一译阿尔丁别什，是浩罕汗国明格王朝的起源传说中的人物，是明格王朝汗室传说中的先祖。该传说宣称此人是帖木儿王朝的后代。传说中他的生卒年是公元1512年至1545年，另一版本则宣称他出生于1611年。

## 传说
浩罕汗国为寻求其统治的合法性，将汗室的谱系与帖木儿家族联系起来。宣称浩罕汗室是莫卧儿王朝始祖巴布尔的后裔。该传说有数个不同的版本。

### 版本一：巴布尔之子
根据《费尔干纳全史》（Mukammal-i tarikh-i Ferghana）等史书记载，1512年巴布尔被乌兹别克人追赶，从撒马尔罕逃往印度时，在浩罕一带留下一子。巴布尔因在逃亡路上无法抚养这个儿子，命人将这个婴儿放在挂满珠宝的摇篮里。这个婴儿被当地人捡到后抚养，命名为阿尔丁别什克（Altun Bishik，突厥语中意为“金摇篮”）。当阿尔丁别什克长大后，从当地的几个部落中各娶了一个妻子，其中明格部落的妻子给他生下一子，名叫速檀伊里克（Sultan Ilik），速檀伊里克之子为速檀胡达雅尔（Sultan Khudayar）。另一版本的传说称，速檀胡达雅尔与速檀伊里克为同一人，就是阿尔丁别什克的儿子。根据这个传说，浩罕汗室的首个汗王即是阿尔丁别什克。

### 版本二：胡马雍之孙
《世界史记》（Tarikh-i jahan-numa）、《历史群星》（Anjum at-Tavarikh）等史书中则记载称：1605年阿克巴大帝去世后，莫卧儿国内爆发叛乱，其中一支叛军拥立胡马雍之孙穆罕默德·穆克木（Muḥammad Muqīm）前往喀布尔，希望以此为基地夺取莫卧儿政权。穆罕默德·穆克木是胡马雍之子穆罕默德·哈基姆（Muhammad Hakim）的儿子。但1607年，贾汉吉尔进入喀布尔，穆罕默德·穆克木与亲信经呼罗珊逃至布哈拉。穆罕默德·穆克木希望征服费尔干纳，但在攻打浩罕附近时败于布哈拉的伊玛目库里汗，在逃亡过程中穆罕默德·穆克木的妻子生下了一个婴儿，穆克木给他穿上了金刺绣的衣服留在了当地村里，然后在逃亡过程中死在奥什附近（1611年，回历1109年）。这个婴儿被当地的四个部落（明格、玉兹、钦察、吉尔吉斯）共同抚养长大，并给他取名为阿勒屯别什克。其后代之一就是浩罕汗室的开祖沙赫鲁汗。

## 真实性
巴布尔本人所撰的《巴布尔回忆录》中未提及“金摇篮”的事情，他的同时代人也未提及此人。因此，可以认为这一传说是浩罕汗室为了将自己的谱系与巴布尔联系起来，以巩固自己的统治而编造的。至于另一个版本的传说，胡马雍确实有一个儿子叫穆罕默德·哈基姆，但在莫卧儿的史书中，找不到穆罕默德·哈基姆有一个叫穆罕默德·穆克木的儿子的任何踪迹。
现代学者认为，阿勒屯别什克传说被视为是爱里木汗时期创造出来的，爱里木汗也自称“巴布里”（Baburi，巴布尔后裔）。阿勒屯别什克传说的最早记录见于爱里木汗去世后的近十年左右完成的史书，但作为其基础的意识形态则始于爱里木汗时代（1800年-1809年），甚至更早。16至18世纪，认为统治合法性来自成吉思王朝（黄金家族）的思潮在中亚地区已经消失，转而转向认为统治合法性来自帖木儿王朝。阿勒屯别什克传说就是此种思潮的体现之一，为统治浩罕的沙赫鲁汗后裔提供了合法性支持。